# گوفن ۱۷۲۲
سیارک ۱۷۲۲ (به انگلیسی: 1722 Goffin، نامگذاری:1938EG) هزار و هفتصد و بیست و دومین سیارک کشف شده‌است که در ۲۳ فوریه ۱۹۳۸ کشف شد.
قدر مطلق سیارک برابر ۱۲٫۳۰ است.